# Prinzessinnenpalais
El Prinzessinnenpalais (en español: Palacio de las Princesas) es una antigua residencia real prusiana en el bulevar Unter den Linden, en el centro histórico de Berlín. Fue construido en 1733 según planos de Friedrich Wilhelm Diterichs en estilo rococó y ampliado entre 1810 y 1811 por Heinrich Gentz en estilo neoclásico. Fue dañado durante los bombardeos aliados en la Segunda Guerra Mundial y reconstruido entre 1963 y 1964 por Richard Paulick. Desde 2018, alberga un museo perteneciente al Deutsche Bank llamado PalaisPopulaire.